# Disceratus festae
Disceratus festae är en insektsart som beskrevs av Giglio-tos 1898. Disceratus festae ingår i släktet Disceratus och familjen vårtbitare. Inga underarter finns listade i Catalogue of Life.